# Comté de Putnam (New York)
Pour les articles homonymes, voir Comté de Putnam.
Le comté de Putnam (en anglais : Putnam County) est l'un des 62 comtés de l'État de New York, aux États-Unis. Il fait partie de l'agglomération new-yorkaise. Le siège du comté est Carmel.

## Population
| Groupe                           | Comté de Putnam | New York | États-Unis |
| -------------------------------- | --------------- | -------- | ---------- |
| Blancs                           | 90,7            | 66,8     | 72,4       |
| Afro-Américains                  | 2,4             | 15,9     | 12,6       |
| Métis                            | 2,0             | 3,0      | 2,9        |
| Asiatiques                       | 1,9             | 7,3      | 4,8        |
| Amérindiens                      | 0,2             | 0,6      | 0,9        |
| Autres                           | 0,3             | 7,5      | 6,4        |
| Total                            | 100             | 100      | 100        |
|                                  |                 |          |            |
| Hispaniques et Latino-Américains | 11,7            | 17,6     | 16,7       |